# Plaza Alonso de Ercilla
La plaza Alonso de Ercilla es un área verde de la ciudad de Temuco, Chile. Está ubicada en la manzana de las calles Prieto Sur por el oriente, Imperial por el sur y Las Quilas por el poniente, además de la Ciclovía Temuco-Labranza por el norte. Lleva el nombre de Alonso de Ercilla en honor al famoso poeta español autor de la épica La Araucana inspirada en el territorio histórico de La Araucanía.

## Descripción
En 2011 fue aprobado un proyecto para su remodelación, hasta el año 2019 no se habían realizado las obras.
En 2020 en el marco del programa Elige vivir sano impulsado por el gobierno del entonces presidente Sebastián Piñera, la plaza fue seleccionada para el proyecto de remodelación orientada a la vida deportiva la cual constará con cinco módulos que incluyen una plaza infantil, una plaza calistenia, módulos para adultos mayores, una sección inclusiva y de peso variable.
El entonces alcalde Miguel Becker, junto a la Secretaría Comunal de Planificación notificó a los vecinos del Barrio Imperial de la comuna para dar a conocer los por menores que presentará el proyecto, mejorando la calidad de vida y recuperando un emblemático espacio del Centro de Temuco.
La estructura contempla una superficie de 240 metros cuadrados hecho casi enteramente de caucho, los que comenzaron a edificarse en diciembre del 2021. Las obras tuvieron un costo de 330 millones de pesos financiados por parte del Ministerio del Deporte entregados a la Corporación Municipal de Deportes de la ciudad. La plaza actualmente se encuentra abierta al público y sus obras de mejoramiento ya finalizadas.